# 1871
| 1871                                          |
| --------------------------------------------- |
| Dødsfald - Fødsler                            |
| • Begivenheder • Litteratur • Politik • Sport |

| Gregoriansk kalender | 1871 MDCCCLXXI          |
| Ab urbe condita      | 2624                    |
| Armensk kalender     | 1320 ԹՎ ՌՅԻ             |
| Kinesiske kalender   | 4567 – 4568 庚午 – 辛未 |
| Etiopisk kalender    | 1863 – 1864             |
| Jødisk kalender      | 5631 – 5632             |
| Hindukalendere       |                         |
| - Vikram Samvat      | 1926 – 1927             |
| - Shaka Samvat       | 1793 – 1794             |
| - Kali Yuga          | 4972 – 4973             |
| Iransk kalender      | 1249 – 1250             |
| Islamisk kalender    | 1288 – 1289             |

Konge i Danmark: Christian 9. 1863-1906
Se også 1871 (tal)

## Begivenheder

### Januar
- 18. januar proklameres det tyske kejserrige (Deutsches Reich) i Versailles

### Februar
- 24. februar – Dansk Kvindesamfund stiftes

### Marts
- 3. marts - Tyskland afholder det første parlamentsvalg efter rigsgrundlæggelse
- 18. marts: Pariserkommunen (opstand)
- 29. marts - Dronning Victoria åbner Royal Albert Hall i London

### April
- 20. april - USA indfører en lov, der giver præsident Grant lov til at indsætte kavaleriet mod Ku Klux Klan

### Maj
- 10. maj - Frankrig må overgive sig til Tyskland og Otto von Bismarck i den fransk-tyske krig, og må afstå Alsace og det nordlige Lorraine, samt betale 5 milliarder franc i krigsskadeserstatning

### Juli
- 22. juli – Første nummer af Socialisten – senere dagbladet Aktuelt

### August
- 18. august - det første tog kan køre gennem Alperne, da den sidste hånd lægges på Mont Cenis tunnelen, som forbinder Modena med Bardonnèche

### September
- 1. september - Danmarks første levedygtige fagforening, cigarmagerforeningen "Enigheden" af 1/9 1871, grundlægges
- 30. september - tyske tropper rykker ind i Strasbourg som følge af fredsslutningen mellem Frankrig og Tyskland.

### Oktober
- 5. oktober – Stiftende generalforsamling for Den Danske Landmandsbank i Hotel Phoenix, København.
- 8. oktober – ved en voldsom brand i Chicago, USA, omkommer 250 mennesker og 95.000 bliver hjemløse
- 15. oktober – Den internationale Arbejderforening for Danmark (Senere Socialdemokratiet) stiftes som en underafdeling af Internationale
- Heinrich Schliemann begynder udgravningen af det antikke Troja i Hissarlik

### November
- 3. november – Georg Brandes begynder sine forelæsninger ved Kbh.s Universitet som igangsætter det moderne gennembrud.
- 10. november – Den britiske opdagelsesrejsende Henry Stanley møder den savnede skotske missionær David Livingstone i Ujiji ved Tanganyikasøen

### December
- 24. december - Giuseppe Verdis Aida har premiere i Kairo ved åbningen af Suez-kanalen

## Født
- 13. juni – Elna Munch, dansk politiker og kvindesagsforkæmper (død 1945).
- 14. juni – Jacob Ellehammer, dansk opfinder og flypioner (død 1946).
- 16. juni – Ingeborg Suhr, dansk seminarieforstander (død 1969).
- 18. juni – Christen Lyngbo, dansk maler (død 1968).
- 22. juli – Ernesto Dalgas, dansk forfatter og filosof.
- 13. august - Fielder Jones, amerikansk baseballspiller (død 1934)
- 30. august – Sir Ernest Rutherford, engelsk atomfysiker. Modtog Nobelprisen i kemi i 1908.